# Martinus Ignatius van Horne
Martinus Ignatius van Horne ook wel Martijn Ignatius de Hornes (25 december 1619 – Antwerpen, 30 juni 1691)
was een broer van Amandus III van Horne. Hij was woonachtig in de heerlijkheid Niel, die hij in 1653 gekocht had; in 1672 volgde hij zijn overleden broer op als heer van Geldrop. Ook was hij hoogschout van Mechelen.
Martinus Ignatius verbleef niet veel in Geldrop; het kasteel werd bewoond door de geestelijkheid, en er was tevens een opslagplaats voor graan.
Hij was gehuwd met Suzanna de Groote (? – 22 februari 1663 in het kraambed). Zij hadden dertien kinderen. Een van hun kinderen was Embertus van Horne, die de heerlijkheid zou erven. Na de dood van Suzanna hertrouwde Martinus Ignatius met Ide Jeanne Marchant (ook wel Tita Johanna Marchant).